# NGC 1424
NGC 1424 je galaksija u zviježđu Eridan.

## Vanjske poveznice
- SEDS: NGC 1424